# ちくま農業協同組合
ちくま農業協同組合（ちくまのうぎょうきょうどうくみあい）は、長野県千曲市鋳物師屋に本部を置いていた農業協同組合。通称JAちくま。金融事業や共済事業が主力のJAだった。
2016年（平成28年）に、ながの農業協同組合（JAながの）と合併して消滅した。

## 当時の組合員数
- 12,514人（平成18年6月30日時点）

## 廃止時点の所管区域
- 千曲市
- 埴科郡坂城町

## 沿革
- 1991年（平成3年）3月 - 更埴中部農協・更埴市西部農協・坂城上山田農協が合併して発足。
- 2016年（平成28年）9月1日 - ながの農協、須高農協、志賀高原農協、北信州みゆき農協、ちくま農協が合併し、ながの農業協同組合が発足。

## 主な産物
しめじ・えのき・りんご・あんず・川中島白桃など、きのこ類から果実まで幅広い。主にきのこ類については、JAちくまの一押し農産物であり、関東のスーパーなどでも見かけられる。また、あんずの生産は県内一であり、あんずジャムやあんずジュースなど、加工品も人気である。

## 廃止時点の購買店舗
- エーコープ あんず店（千曲市）
- ファーマーズマーケット パリオ（千曲市）
- エーコープ びんぐし店（坂城町）